# The American Magazine
The American Magazine va ser una revista mensual que va aparèixer per primera vegada amb aquest nom el juny de l'any 1906, en continuació d'unes publicacions fallides adquirides uns anys abans per la magnat editora Miriam Leslie.
La seva història es va caracteritzar pels canvis de nom continus. Va començar l'any 1876 amb el títol Frank Leslie's Popular Monthly. L'any 1904 va ser rebatejada com Leslie's Monthly Magazine. Després, l'any 1905 va reduir el seu nom a Leslie's Magazine i del setembre del 1905 al maig del 1906 va dir-se American Illustrated Magazine; i, finalment, es va escurçar el títol a The American Magazine fins a la fi de les publicacions l'any 1956. La numeració dels volums, però, va ser continua al llarg de la seva història.
El juny de l'any 1906, Ray Stannard Baker, Lincoln Steffens i Ida M. Tarbell, tots tres periodistes reformistes, van abandonar la revista McClure's per ajudar en la creació de l'American Magazine i Baker hi contribuïa escrivint articles amb el pseudònim de David Grayson.
Les característiques més destacables de la revista eren les sèries de ficció i els contes, però també va publicar nombrosos guanyadors dels premis de literatura O. Henry. També hi van contribuir escriptors destacats de l'època amb articles de diferent temàtica.
L'última tirada de The American Magazine es va vendre als quioscos l'agost del 1956.

## Editors
La revista treia un número cada mes sota la direcció de John S. Phillips, qui va ser-ne l'editor fins al 1915. Es basava d'alguna manera en l'estil reformista i se centrava en articles d'interès humà, problemes socials i ficció. En els seus inicis, la publicava l'editorial del mateix Phillips a Springfield (Ohio), però després va passar a publicar-la l'editorial Crowell, la qual es va fusionar amb la revista Collier's. Aquesta fusió Crowell-Collier va publicar la revista fins a la fi, l'any 1956.
Del 1915 al 1923 John M. Siddall va esdevenir-ne l'editor. Sidall va reeixir expandir-ne el mercat considerablement en centrar-se en les lectores femenines. La portada de la publicació del setembre de 1917 anunciava: «La tirada de la revista s'ha duplicat en vint mesos». La portada del setembre de 1922 manifestava que les vendes havien augmentat en 1,8 milions.
Del 1923 al 1929 l'edició va passar a les mans de Merle Crowell, fins que va agafar el càrrec Sumner Blossom, antic editor de la revista Popular Science, que hi va treballar durant els últims 27 anys de l'existència de la revista. Durant la seva etapa com a editor, Blossom va adoptar la inusual política d'amagar els noms dels autors en tots els treballs de ficció durant el procés de selecció amb l'objectiu d'encoratjar nous escriptors en el camp de la ficció. El personal de la revista només coneixia el nom de l'autor una vegada havien acceptat o rebutjat el manuscrit.

## Col·laboradors importants
D'entre els col·laboradors més importants hi destaquen: 
| Col·laboradors            | Dedicació |
| ------------------------- | --- |
| Sherwood Anderson         | Novel·lista i escriptor de contes estatunidenc, creador del llibre de contes Winesburg, Ohio                                                   |
| Agatha Christie           | Escriptora anglesa de novel·la detectivesca creadora del personatge Hèrcules Poirot                                                            |
| Arthur Conan Doyle        | Escriptor escocès creador del personatge Sherlock Holmes                                                                                       |
| Amelia Earhart            | Aviadora nord-americana |
| Francis Scott Fitzgerald  | Novel·lista estatunidenc i portaveu de la Generació perduda                                                                                    |
| Henry Ford                | Fundador de la Ford Motor Company |
| Graham Greene             | Escriptor, dramaturg, guionista i crític anglès                                                                                                |
| Zane Grey                 | Escriptor estatunidenc |
| Dashiell Hammett          | Escriptor estatunidenc de novel·la detectivesca i contes curts                                                                                 |
| Franklin Delano Roosevelt | 32è President dels Estats Units (1933-1945) |
| Upton Sinclair            | Escriptor estatunidenc guanyador del Premi Pulitzer                                                                                            |
| Frederick Winslow Taylor  | Enginyer estatunidenc |
| S. S. Van Dine            | Pseudònim sota el qual va escriure les seves novel·les l'escriptor nord-americà Willard Huntington Wright, crític d'art i autor nord-americà.  |
| H. G. Wells               | Escriptor anglès molt conegut per les seves novel·les de ciència-ficció, de les que es poden destacar: La guerra dels mons o L'home invisible. |
| P. G. Wodehouse           | Escriptor de novel·les humorístiques angleses.                                                                                                 |